# Paxton, Illinois
Paxton là một thành phố thuộc quận Ford, tiểu bang Illinois, Hoa Kỳ. Năm 2010, dân số của thành phố này là 4473 người.

## Dân số
Dân số qua các năm:
- Năm 2000: 4525 người.
- Năm 2010: 4473 người.